# Laventie
Laventie (in piccardo L'Vintille) è un comune francese di 4 858 abitanti situato nel dipartimento del Passo di Calais nella regione dell'Alta Francia.

## Società

### Evoluzione demografica
Abitanti censiti